# Joachim Andersen (futbolista)
|  | Aquest article tracta sobre el futbolista. Si cerqueu el compositor, vegeu «Joachim Andersen». |

Joachim Christian Andersen (nascut el 31 de maig de 1996) és un futbolista professional danés que juga de central al Fulham Football Club de la Premier League.